# 海因茨·克诺克
海因茨·克诺克（德語：Heinz Knoke，1921年3月24日—1993年5月18日）是第二次世界大战中的纳粹德国空军王牌飞行员。他出击了2000多次。他的击坠数是33架，所有的击坠都是在西欧战场取得的，同时他还有19个未经证实的击坠。 他的击坠数包括19架美国陆军航空兵的重型轰炸机 。

## 早年生活
海因茨·克诺克1921年3月21日出生于德国哈默尔恩。 1938年7月6日，在参观一次航展时，海因茨·克诺克进行了他的第一次飞行，搭乘一架古老的运输机飞行十五分钟。同时他还为进入德国空军接受了初步审查。 1939年11月15日，海因茨·克诺克在第11号飞行训练团进行训练。在1940年八月他加入了 JG1，作为库尔中士的下属。库尔是一位目击了入侵波兰和法国的军事行动的有经验的飞行员。

## 1941年至1942年的战争生涯
在1941年初海因茨·克诺克收到了他的第一次战斗命令，使他加入 JG52。他的战友们包括未来的空军王牌 格尔哈德·巴克霍隆, 京特·拉尔 和 沃尔特·克鲁平斯基。在1941年6月他短暂参与了入侵苏联的军事行动。1941年7月，海因茨·克诺克被转移到 JG1。1941年8月28日海因茨·克诺克与伊丽莎白·马克夫斯基在谢拉兹结婚。
1942年2月，在3./JG1联队中，海因茨·克诺克参加了德国战列舰沙恩霍斯特号、格奈森瑙号和重型巡洋舰欧根亲王号的海峡冲刺行动。
1942年2月14日海因茨·克诺克脱离JG1，他被要求在挪威海岸保护这些船只。3月他回到JG1。 在3月5日，他与别人共享击落一架英国皇家空军(RAF)的喷火侦察机型号(PRU)的战绩。 它的飞行员ADM Gunn中尉被俘虏。 在1942年10月海因茨·克诺克成为JG1的第2 Staffle 的指挥官。他声称他的第一个独自击坠发生在10月31日：一架英国皇家空军的布伦海姆轰炸机。

## 1943年至1944与美国陆军航空兵的战斗
1943年，美国陆军航空兵的日间轰炸机强度逐渐增加，所以，JG1和JG11的防御行动数量也逐渐增加。在他的第164次行动中，海因茨·克诺克摧毁了他的第一个重轰炸机目标，属于第44轰炸机大队的B-24轰炸机“Maisie”号，这是他在1943年2月26日于巴特茨维申安击落的，有两名机组成员生还。而"The Writing 69th"的成员，第一次参与军事行动，也是最后一次参与军事行动的记者罗伯特·珀斯特也是在这次行动中牺牲的成员之一。
如何有效的进攻拥有重火力的轰炸机是1943年初德国空军面临的一道难题。海因茨·克诺克和他的朋友迪特尔·格哈特（1943年3月18日在拦截B-24的行动中丧生），开发了空中轰炸的方法，打破了紧密的箱型编队，从而有力的攻击了强大的美国陆军航空兵轰炸机编队。
3月18日，海因茨·克诺克获得了他的第五次空战战绩，在黑尔戈兰岛上空击坠一架第93轰炸机大队的B-24。 3月22日，海因茨·克诺克使用一枚250kg炸弹成功击落第91轰炸机大队的一架 B-17飞行堡垒“Liberty Bell”号，这架飞机在攻击威廉港后返航途中被击落。B-17在黑尔戈兰岛以西30千米坠入北海。因此，他成为第一个用炸弹消灭敌人飞机的战斗机飞行员。 所有的机组成员被杀害。 然而，这种做法很快就受到限制，因为悬挂炸弹严重影响了梅塞施密特Bf-109G的高空性能，也使得这些飞机容易被护航的战斗机击落。
在1943年4月I/JG1成为新组建的JG11联队，海因茨·克诺克从属的第2 Staffel 成为5./JG11.
1943年，海因茨·克诺克宣称获得17架击坠，大多数是B-17和B-24。6月，他又击落第95轰炸机大队的另一架B-17。 几天之后，6月25日，海因茨·克诺克的手被轰炸机的自卫火力击伤，造成他的拇指的一部分截肢。
1943年8月17日，在拦截攻击雷根斯堡的轰炸机时他再次受伤，这一次他被子弹的碎片击中，他的飞机也被轰炸机自卫火力击伤。 克诺克在附近的波恩迫降，他的Bf-109G-6报废。
1943年9月27日克诺克使用Werfer-Granate21 无制导火箭击落一架第94轰炸航空团的B-17飞行堡垒”Elusive Elcy”号。这是他首次遇到护航的战斗机，他还摧毁了一架第56战斗机大队的P-47雷电，飞行中尉H.P杜加斯被杀害。  克诺克随后被其他P-47击落并跳伞。
海因茨·克诺克在同年10月4日再次被击落。 在正面攻击并击落一架第392轰炸机大队的B-24之后，他被机背机枪手击中，克诺克弃机，跳进寒冷的北海。 在他战友的掩护下，克诺克爬进一个由福克沃尔夫Fw 58投下的充气筏。 两小时后他被一个救生艇救出。
1943年10月10日，克诺克获得了他的第18个击坠：一架B-17。然而他的Bf-109G被P-47击中，机体的75%损坏，迫使他降落在荷兰 特文特 机场。
1944年2月4日，克诺克再次被击落。 在2月10日联队长京特·施佩希特受伤，克诺克成为了II./JG11的代理指挥官。
在3月4日克诺克开始领导II./JG11，当时他曾参与对第363战斗机大队的攻击。在一次约60架P-51野马空袭汉堡的行动中，美国陆军航空兵失去了12架P-51，克诺克宣称自己击落了一架。
1944年4月15日至20日，克诺克加入了列非希德实验站，在那里他第一次飞行梅塞施米特Me262喷气式战斗机。
1944年4月28日，克诺克被晋升为联队长，因为"勇敢的面对敌人"，并且建立了II./ JG11。当时他23岁，是当时德国空军年龄最小的联队长。
4月29日，克诺克在攻击第354战斗机大队的P-47的行动中被詹姆斯·卡农上尉击落，直到8月他因为严重的脑震荡一直在住院。在跳伞之前，克诺克成功的击落了超前的P-47，飞行员詹姆斯·卡农上尉被俘虏。

## 1944年在诺曼底
1944年8月13日，当他仍在恢复时，克诺克被转为指挥在诺曼底前线的III./ JG1。8月14日克诺克宣称于拉内上空，阿尔让唐东南击落一架属于第358战斗机大队的P-47( 飞行员S.A.Giamalva中尉 死亡)，次日他又宣称击落另一架。 8月16日，他宣称在埃唐普附近击落一架喷火式战斗机。8月17日，他击落一架从属于第31航空照相大队的P-38闪电(飞行员 L.T.伍德中尉 死亡)，同一天他还有一个未确认的B-26掠夺者击坠。8月18日，他宣称击落两架P-51.
8月25日他宣称击落了第354战斗机大队的一架P-51，但克诺克在交战中被击落。 他跳伞到前线，险些被法国抵抗军队抓获。最终克诺克成功回到德军战线并安全返回他的部队。
1944年8月底，在西线的III./ JG1几乎被消灭；克诺克被命令转移部队到瓦格拉姆山麓费尔斯，之后转移回德国以补充兵员和重新装备飞机。
在接受命令并转移III./JG1到维也纳后，1944年9月，在一次前往布拉格的汽车旅行中，海因茨·克诺克的腿被一个党派埋放的地雷炸成重伤。
在1945年3月，虽然他仍然拄着拐杖，克诺克成了耶弗尔空军基地的指挥官。 他还负责监督威廉港周围防御工事的工作。
1945年4月27日，他被授予 骑士铁十字勋章 (Ritterkreuz des Eisernen Kreuzes)。
1945年9月，海因茨·克诺克复员。

## 政治生涯
在1951年海因茨·克诺克作为社会帝国党的一名成员被选举到 下萨克森州立法机关 ，然而在1952年德意志联邦共和国最高法院宣布该党非法。从1954年起，克诺克仍然在政治上作为 Gemeinde Schortens 教区理事会的成员。
在几年时间内，他还担任Jevel啤酒的比尔森酿酒厂的经理。 
他后来成为一名自由民主党成员 (FDP)，并在1956年10月当选为社区议会/教区议会成员，在1961年3月、1964年9月和1968年9月的选举中他获得连任。
海因茨·克诺克退休于1972年10月，1980年代中期进入奥斯纳布吕克大学学习文学和哲学。

## 关于战争时期的着作
在1950年代期间克诺克写了一本关于他的战争时期的职业生涯的书《我为元首飞行》，C.Boesendahl在1952年出版本书(英文版本出版于1953年)。 这本书成为经典的航空著作。

## 获奖
- 铁十字勋章 (1939年)第2次和第1类
- 战斗机飞行员金前线飞行章
- 银伤口徽章 (1939年)
- 金德国十字勋章(1943年9月17日)
- 骑士十字铁十字 （1945年4月27日）[5][6]

### 引文
1. ↑  Knoke, 1997, p. 191
2. ↑  'Battles with the Luftwaffe'; Boiten & Bowman, 2001, page 29
3. ↑  Knoke, Heinz. . Greenhill Books. 1997: 208  [2014-12-25]. ISBN 1853672637. （原始内容存档于2015-02-21）.
4. ↑  Weal, 1999, p. 53.
5. ↑  Fellgiebel 2000, p. 263.
6. ↑  Scherzer 2007, p. 454.